# Једлина-Здрој
Једлина-Здрој (пољ. Jedlina-Zdrój) град је у Пољској у Војводству доњошлеском. По подацима из 2012. године број становника у месту је био 5033.

## Становништво
| 2012. |
| ----- |
| 5.033 |

## Партнерски градови
- Штрела